# Aeroportul Kimble County
Aeroportul Kimble County (IATA: JCT, ICAO: KJCT, FAA LID: JCT) este un aeroport din Comitatul Kimble, Texas, Texas, Statele Unite ale Americii.
Situat la o altitudine de 534 m, aeroportul dispune de o singură pistă.